# Termonerpeton
Termonerpeton — рід карбонових чотириногих з Шотландії, який жив близько 336 мільйонів років тому. Єдиний вид – Termonerpeton markrydactylus.